# Лукас Валльнер
Лукас Валльнер (нім. Lukas Wallner, 26 квітня 2003) — австрійський футболіст, центральний захисник «Ред Булл» (Зальцбург).

## Клубна кар'єра
Розпочав свою кар'єру в клубі «Санкт-Йоганн», після чого у сезоні 2013—2015 роках грав за молодіжну команду «Ліферінга», фарм-клубу «Ред Булла» (Зальцбург). З 2015 року став виступати за молодіжну команду зальцбурзців.
7 березня 2021 року Валльнер дебютував за основну команду «Ліферінга» (захищав кольори клубу на правах оренди) в матчі Другої ліги проти «Горна» (6:2), вийшовши на заміну на 84 хвилині.

## Виступи за збірні
В жовтні 2017 року Валльнер дебютував у складі юнацької збірної Австрії (U-15), за яку протягом року провів 4 матчів, після чого у 2018–2019 роках грав за команду до 16 років, де забив 1 гол у 10 іграх. 8 вересня 2019 року дебютував у збірній до 17 років у грі проти Англії (2:4), загалом провівши за цю команду п'ять ігор.
У червні 2021 року Валльнер провів свій єдиний матч за юнацьку збірну Австрії до 18 років у грі проти Італії,, а вже у вересні дебютував за збірну до 19 років у грі проти Туреччини. Зі цією командою він брав участь у юнацькому чемпіонаті Європи 2022 року у Словаччині. Під час турніру він зіграв у всіх чотирьох іграх і забив один гол, але збірна посіла шосте місце і не змогла кваліфікуватися на молодіжний чемпіонат світу 2023 року.